# Agrotis protensa
Agrotis protensa är en fjärilsart som beskrevs av Barend J. Lempke 1962. Agrotis protensa ingår i släktet Agrotis och familjen nattflyn. Inga underarter finns listade i Catalogue of Life.